# دنیس نهنوینی
دنیس نهنوینی (اوکراینی: Денис Олександрович Нагнойний؛ زادهٔ ۳ فوریهٔ ۲۰۰۲) بازیکن فوتبال اهل اوکراین است.